# Клейварватн
Кле́йварватн (исл. Kleifarvatn) — самое крупное озеро на полуострове Рейкьянес в Исландии, расположенное рядом с геотермальными областями Крисювик и Гуннухвер.
Мимо западного берега озера ведёт дорога, рядом с ним находятся два геотермальных источника, которые не видны визуально, но чьё наличие можно определить по высокой температуре вокруг них. Максимальная глубина озера, по разным источникам, составляет от 97 до 107 метров.
Ни одна река не впадает в озеро и не вытекает из него.
После большого землетрясения 17 июня 2000 года озеро стало уменьшаться и его поверхность сократилась на 20 %. Однако к 2008 году трещины, возникшие в результате землетрясения, заполнились, и уровень воды в озере восстановился до прежнего показателя. В целом, уровень воды подвержен изменениям. В результате землетрясения примерно в 10 метрах от берега озера появились горячие источники, к которым ныряют дайверы.
Уменьшение уровня воды в озере вдохновило исландского писателя Арнальдюра Индридасона на написание одноимённой повести, рассказывающей о трупе мужчины, найденном на обмелевшем берегу, и расследовании обстоятельств его гибели.
У берегов озера можно найти «подушки» застывшей лавы.
В озере довольно много рыбы, такой как кумжа и арктический голец, и оно является популярным местом отдыха рыбаков.
На озере проходили съёмки эпизода «Крокодил» сериала «Чёрное зеркало», фильма «Ной».
Согласно легендам, в озере живёт похожее на кита существо — одно из двух озёрных криптид Исландии (другим является Лагарфльоутский змей).